# Domenico Battaglia
Domenico Battaglia (Napoli, 18 maggio 1842 – Napoli, dopo il 1921) è stato un pittore italiano, di scuola napoletana.

## Biografia
Domenico Battaglia nacque a Napoli il 18 maggio 1842  da una famiglia di poveri commercianti di oli e legumi. A tredici anni il Battaglia non volendo continuare l’attività di famiglia divenne apprendista di un incisore di coralli . Un buon incisore di coralli deve saper disegnare e il ragazzo si fece raccomandare da un suo amico, cameriere del pittore Francesco Paolo Palizzi per qualche lezione di disegno. Così cominciò a prendere lezioni dal Palizzi che colpito dal talento del Battaglia lo convinse a lasciare il lavoro presso l’incisore di coralli per dedicarsi a tempo pieno all’arte. Dopo sette mesi però il pittore dovette trasferirsi a Parigi ed affidò il giovine allievo al fratello maggiore Filippo Palizzi. Battaglia restò sempre legato a Filippo Palizzi. Il giovane Battaglia comincia a frequentare l’Istituto delle Belle Arti dove ha come maestri Giuseppe Mancinelli, Camillo Guerra e lo stesso Palizzi e come compagni di studio Gustavo Mancinelli, Alfonso Simonetti e Giuseppe De Nittis.I suoi primi lavori rappresentano scene campestri e di animali.
Nel 1859 giovanissimo partecipa all’ultima Mostra di Belle Arti nel Regio Museo Borbonico con due opere: “Un ritratto virile” e “Un garzone che alimenta un manzo” . Battaglia parteciperà a tutte le edizioni della Mostra della Società Promotrice di Belle Arti dal 1862 al 1911 Nel 1862 presenta un “Interno di cucina”. Nel 1863 presenta “La confessione di Isabella Orsini” e “Un battesimo” e nel 1866 presenta “Tommaso Campanella nelle prigioni di Castel dell’Ovo”. Nel 1867 il suo “Interno della chiesa di S. Severino” è acquistato da Vittorio Emanuele II. Nel 1869 un “Interno di S. Martino” è comprato dal principe di Piedimonte. Nel 1870 presenta “Una visita alla Certosa di S. Martino” nel 1874 “Paesaggio con animali” e nel 1876 “La Foresta”, nel 1879 un “Paesaggio”, nel 1881 “Gli sponsali” comprato dal re Umberto I, nel 1883 “Eleonora Pimentel” , nel 1884 “La domenica delle Palme in San Severino” , nel 1885 “Sacre funzioni” e “Il riposo rinfranca le forze perdute”, nel 1886 “Interno di cucina”, nel 1887  “Un avvertimento” e nel 1888 “Vaccheria nei dintorni di Napoli”. Nel 1890 presenta “Prima della processione” e nel 1893 espone “Giordano Bruno dinanzi al Santo Ufficio”. Nel 1904 “Prima del sì”, nel 1906 “Tramonto” acquistato da Vittorio Emanuele III. Nel 1914 presenta “Il coro di Montecassino” presentato a Palermo nel 1891 e ora di proprietà della città metropolitana di Napoli.
Negli anni ‘60 comincia a dipingere quegli interni che gli daranno fama. Sembra che fu addirittura Morelli che vide un giorno la sua “Sagrestia di S. Martino a Napoli” a incitarlo a dedicarsi a questo genere.
Nel 1870 partecipa a Parma alla Prima Mostra Italiana con questo quadro e “Il Coro di S. Martino a Napoli” tutti e due del principe di Piedimonte ed è premiato con la medaglia d’argento.
Nel 1873 partecipa all'Esposizione Mondiale di Vienna con “Il Coro di S. Severino” che è premiato con la medaglia di bronzo ed è acquistato da Francesco Giuseppe.
Nel 1877 partecipa all'Esposizione Nazionale di Belle Arti di Napoli con 4 opere: 468."Paesaggio. L'Inverno"; 587. "Carmine Giordano che concerta la "ninna nanna” ai Domenicani". 869. "Interno del coro di S. Severino"; 900."Paesaggio".
Nel 1878 a Parigi all'Esposizione Universale Internazionale è premiato per il “Carmine Giordano che concerta la "ninna nanna” ai Domenicani”.
Nel 1880 è a Torino alla IV Esposizione Nazionali di Belle Arti con 56 “La festa dei quattro altari Torre del Greco”; 57 “Paesaggio”; 58 “Sponsali nella sagrestia della Nunziata di Napoli”.
Nel 1883 a Roma espone all'Esposizione di Belle Arti 10. "Interno del coro di Montecassino". 28; "Monaco al coro"; 77. "Il ritorno dalle corse". 25. "La Domenica delle Palme in S. Severino"; 37. "Una vedetta".
Nel 1884 espone a Torino all'Esposizione Generale Italiana. 130. "Fra due amici"; 131. "Nel bosco Reale di Capodimonte"; 132. "Monaco in coro"; 133 "Riposo".
A Venezia nel 1887 all'Esposizione Nazionale Artistica espone 15. "Interno del coro di S. Severino"; 7. "Paesaggio".
A Londra nel 1888 all'Esposizione Italiana espone 835. "Bosco Reale di Capodimonte"; 868. "Interno del coro di S. Severino";873."Pergolesi che dirige lo "Stabat Mater” nel coro dei Francescani di Pozzuoli".
Nel 1891-92 a Palermo all'Esposizione Nazionale presenta 609. "Coro di Montecassino"; 668. "Vaccheria"; 677. "Pergolesi"; 682. "Gli sponsali".
A Roma all'Esposizione Nazionale nel 1893 espone: 10. "Nella funzione"; 14. "Gli sponsali".
A Chicago all'Esposizione Mondiale Colombiana nel 1893 presenta 294 "Stalla con giovenca". 295. "Pergolesi dirige il suo 'Stabat".
A Firenze nel 1896-1897 all'Esposizione di Belle Arti, Festa dell'arte e dei fiori, presenta: 433. "Paesaggio calabrese"; 434. "Sagrestia della Certosa di S. Martino in Napoli".
A Milano nel 1897 alla Terza Esposizione Triennale della Regia Accademia di Belle Arti di Brera espone: 213. "Coro di S. Martino".
Nel 1898 a Torino all'Esposizione Nazionale espone: 482. "Coro dei Benedettini"; 753. "Scena dal vero".
A Milano nel 1900 alla Quarta Esposizione Triennale della Regia Accademia di Belle Arti di Brera presenta: 297. "La Domenica delle Palme".
A Monaco di Baviera nel 1901 all'VIII Esposizione Internazionale d'Arte espone: 291. "Domenica delle Palme".
Nel 1921 partecipa alla prima Esposizione Biennale d’arte della città di Napoli con “Scena monastica” ed è l’ultima traccia ufficiale di questo pittore che fu molto prolifico ed ebbe grandi riconoscimenti e soddisfazioni ma che non riuscì mai a raggiungere l’agiatezza economica e dovette dipingere fino alla più tarda età.
Battaglia ha dipinto opere di soggetto sacro che si trovano nella chiesa della Santissima Annunziata ad Acerra (NA) e secondo De Gubernatis è stato professore onorario all'lstituto di Belle Arti di Napoli anche se questo non è confermato dai documenti pubblicati.
Oggi le sue opere sono conservate sia presso amministrazioni pubbliche che in collezioni private.